# Kőszeg
Kőszeg (slovensky Kysak, německy Güns, česky Kysek) je město v Maďarsku, ve Vašské župě na západě země, u hranic s Rakouskem. V roce 2012 zde žilo 12 055 obyvatel.

## Poloha
Od hlavního města Maďarska (Budapešti) je vzdáleno 250 km, od nedalekého Szombathely potom jen 18 km severozápadně. Protéká jím řeka Gyöngyös (cca severo-jižním směrem). Je obklopené hustými lesy a menšími kopci (např. Tábor-hegy, Irány-hegy s nadmořskou výškou okolo 600 m n. m.). Historické centrum města se nachází v blízkosti kopců, směrem na jih se potom krajina otevírá do rozsáhlé nížiny.

## Historie
Jeho vlastníky byla dlouho rodina Kőszegiů, podle níž má také i svůj název. V roce 1328 se stal Kőszeg svobodným královským městem, prvním v rámci svého regionu.
V roce 1532 zde došlo k důležitému střetu během tureckého dobývání Uher. Velmi malá posádka místních Maďarů pod vedením Chorvata Nikoly Jurišiće dokázala zdržet postup tureckého vojska před útokem na Vídeň. Město nicméně padlo do tureckých rukou. Turci následně o město přišli vzhledem k vzpouře svého janičářského vojska. Na počest této události je hlavní náměstí dnes pojmenováno právě po Nikolovi Juričićovi (maďarsky Juricics tér).
Po stažení Turků a osvobození této části Uher od cizí nadvlády se v 18. století dostalo město do vlastnictví rodu Esterházyů. Hrad jim patřil až do roku 1931. Hrad byl přestavěn, město dostalo od císařského dvora úlevy[zdroj?] a jeho hospodářství spočívalo především na tom, že se nacházelo na trase z Vídně k Jaderskému moři. Postaveno bylo několik renesančních staveb (na jednom z domů se dochovala např. sgraffitová výzdoba. V roce 1712 postihla město epidemie moru, což připomíná morový sloup. Místní radnice se rozhodla pokles obyvatel tehdy řešit přilákáním nových (německých) kolonistů, kteří byli usazeni v nově zřízené lokalitě Kőszegfalva (dříve také Svábfalu – německá vesnice).
Vzhledem ke geografické poloze města v blízkosti Rakouska byla většina obyvatel města německy hovořící. Německou většinu potvrzují záznamy z let 1715 a 1784. Na mapách prvního vojenského mapování je uveden pod německým názvem Gins (Güns) a až poté pod současným maďarským. Stejně tomu je i v případě mapování druhého i třetího.

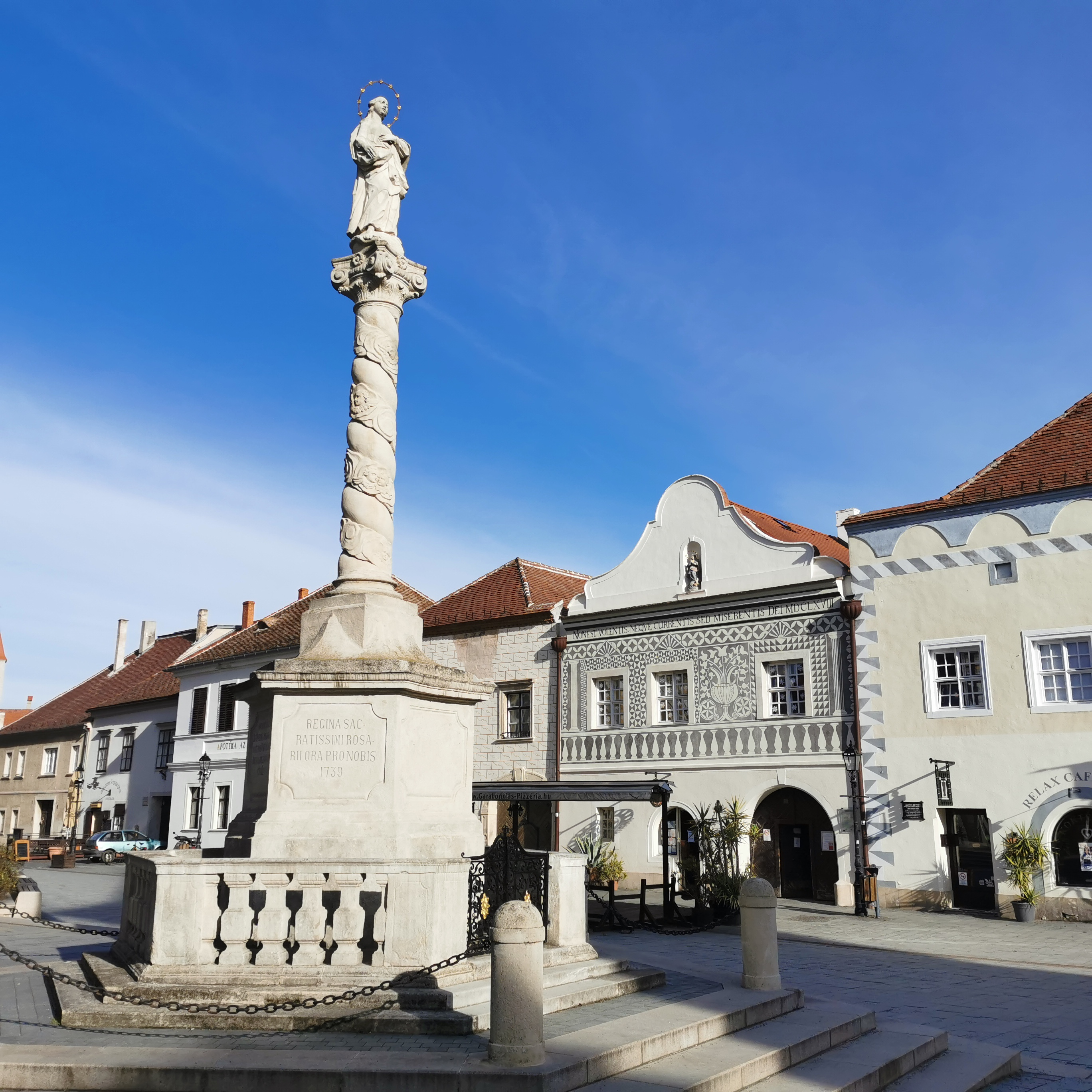
Jurišićovo náměstí v centru města.

Během 19. století ovšem došlo k jejich asimilaci. Závěr 19. století znamenal pokles významu města ve srovnání s okolím, neboť zde nebyl budován významnější průmysl. Přestože bylo zamýšleno přes Kőszeg vést železnici do dnes chorvatské Rijeky, dráha byla nakonec postavena jinudy. Město tak získalo jen dráhu regionálního významu. Rozvíjely se nicméně školy, vzniklo sanatorium a také zde byla umístěna i vojenská posádka. To umožnilo zachovat historické jádro města. Východně od středu města leželo také vojenské cvičiště (při Csepregské ulici). Velkým objektem byla místní reálka, která vyrostla na severovýchodním okraji města. V posledním rakousko-uherském sčítání lidu z roku 1910 bylo místní obyvatelstvo popsáno podle jazyka jako většinově maďarské, menšinově německé a zastoupena byla i menšina chorvatská.
Šokem pro místní obyvatelstvo se staly nové hranice po první světové válce. Vzhledem k tomu, že malá západní část Uherska byla připojena k Rakousku, ocitlo se město přímo na hranici s nově vzniklou republikou. Jeho historické jádro se nyní nacházelo jen 2 km od nové linie.
Značnou část zdejšího obyvatelstva tvořili Židé, kteří však byli v létě 1944 mezi posledními, kteří byli deportováni do koncentračních nebo pracovních táborů. Několik tisíc jich při otrocké práci zemřelo na tyfus[nepřesný odkaz]. Zhruba 2000 Židů přežilo kruté podmínky a v květnu 1945 se dočkali příchodu Rudé armády.
Po druhé světové válce byla zbylá část německojazyčného obyvatelstva odsunuta (vyhnána). Jednalo se však zhruba o něco málo přes sto lidí. Nedaleká hranice se stala součástí tzv. železné opony.
Místní historické jádro získalo v roce 1978 mezinárodní ocenění za způsob, jakým bylo uchováno a obnoveno. Po roce 1989 zde došlo k nárůstu významu turistiky jako hospodářského odvětví. Vstup Maďarska do Evropské unie v roce 2004 a do schengenského prostoru roku 2007 znamenal další otevření místní ekonomiky nedalekému Rakousku a zvýšil konkurenceschopnost města. V letech 2006 a 2008 byly vybudovány dvě průmyslové zóny v okolí města.

## Pamětihodnosti
Navštěvován je především místní hrad, kde se nachází muzeum. Pravidelně si zde místní připomínají rekonstrukcí boje s Turky.
Z původního opevnění se dochoval pouze jeden parkán (maďarsky Zwinger).
Nápadný je rovněž Kostel nejsvětějšího srdce Ježíšova, který byl vybudován na přelomu 19. a 20. století na místě původního hotelu Korona. Kostel vznikl v novogotickém stylu. Ve městě stojí také synagoga.
Jedním ze symbolů města je také brána hrdinů v centru města. Nahradila původní jižní bránu.

## Doprava

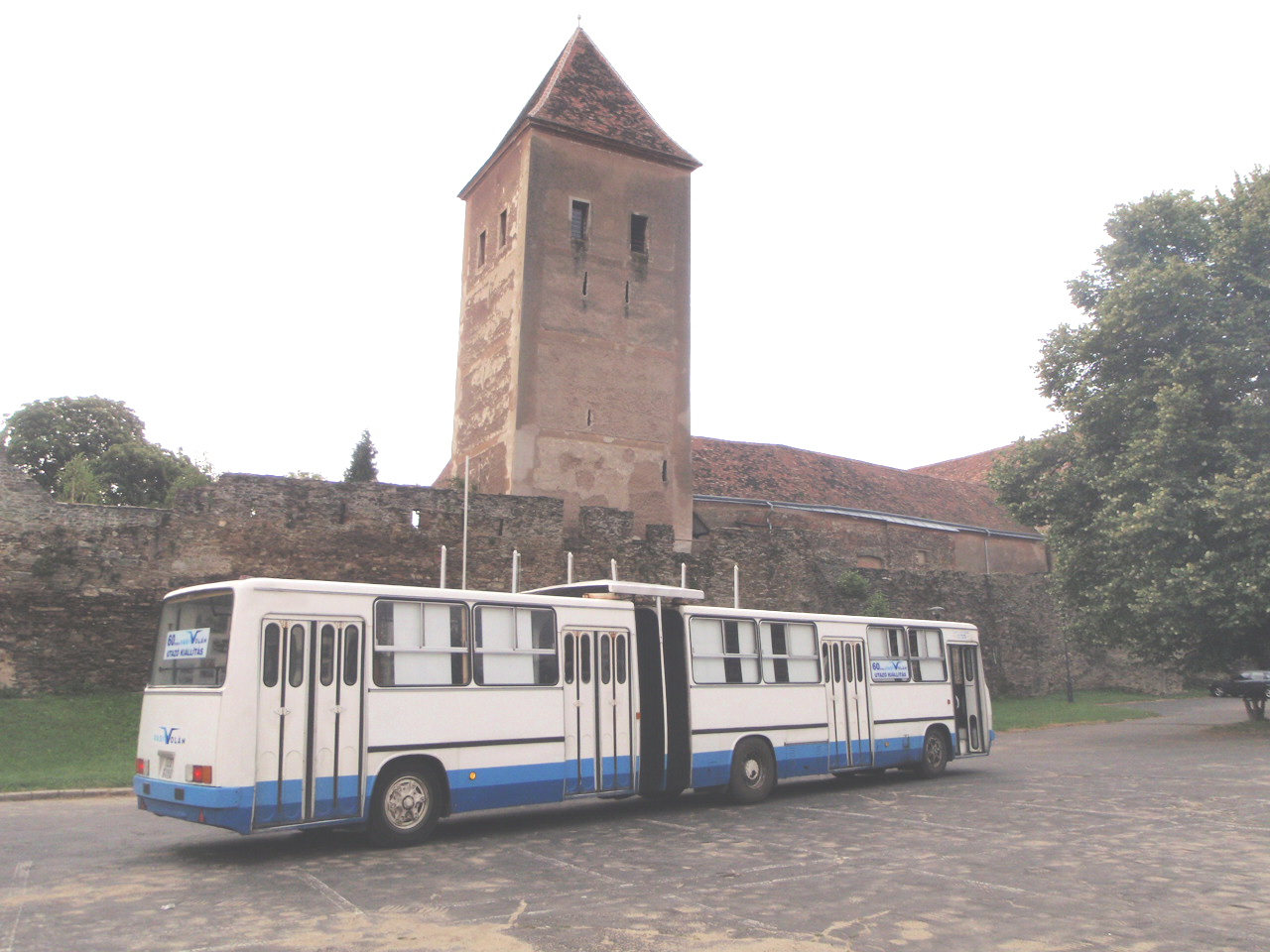
Místní hrad s městským autobusem.

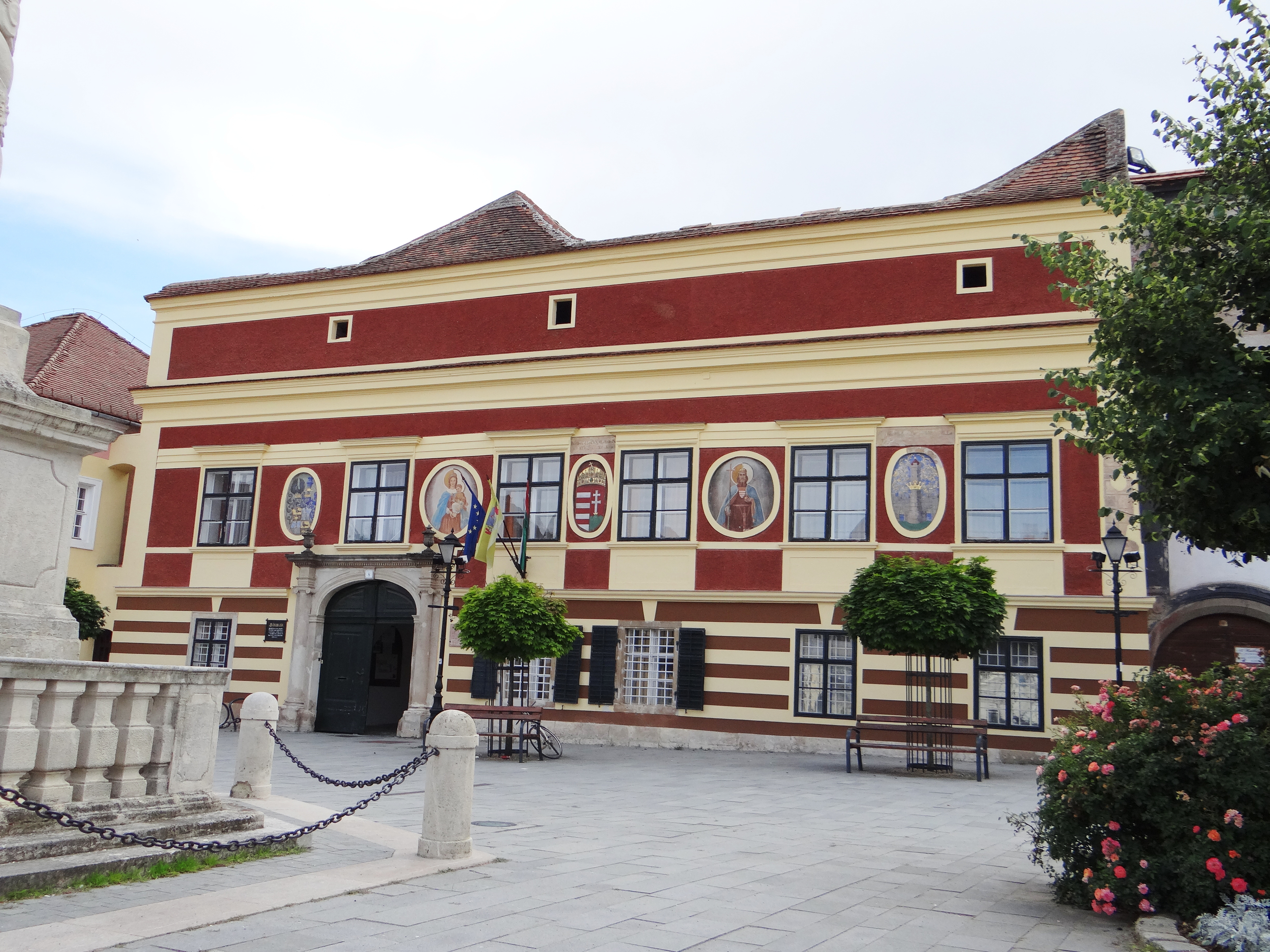
Budova místní radnice s nápadným průčelím.

Město je dostupné po rychlostní silnici z Rakouska z Vídně přes obec Oberpullendorf (ze severu). Od jihu potom do Kőszegu směřuje silnice celostátního významu č. 87 z města Szombathely. Doplnit ji výhledově má dálnice/rychlostní komunikace. Její výstavba by měla být zahájena roku 2025.
Ve stejném směru je vedena i železniční trať. Ta dříve vedla údolím řeky Gyöngyös dále do Rakouska. Jediné nádraží se nachází na jihovýchodním okraji města. Otevřeno bylo roku 1883 a přestavěno v 30. letech 20. století. Dopravu do dalších měst a po městě zajišťují pouze autobusy.

## Sport
Jižně od středu města se nachází fotbalový stadion, který nese název podle Gyuly Lóránta. Poblíž stojí tenisové kurty (otevřené i kryté).

## Známé osobnosti
Z Kőszegu pocházely následující osobnosti:
- Andrej Hadik, vojevůdce, polní maršál
- József Fabchich (1753–1809), spisovatel a překladatel
- Imrich Festetics (1710–1790), genetik
- Jan Křtitel Horváth (1732–1799), fyzik
- Gyula Lóránt (1923–1981), fotbalista
- Agota Kristofová (1935–2011), spisovatelka.
- András Arató (*1945), elektroinženýr a model, známý hlavně z meme Hide the Pain Harold
- László Dvorák, wrestler
- Henriett Koószová, tenistka
- Miklós Takács de Saár, politik
- Nikolaus von Üxküll-Gyllenband, německý podnikatel
- Zoltán Kereki, fotbalový obránce
- Attila Horváth, sportovec